# Kayla Williams
Kayla Williams (ur. 8 maja 1993) – amerykańska gimnastyczka, mistrzyni świata.
Największym sukcesem zawodniczki jest złoty medal mistrzostw świata w Londynie w konkurencji skoku.

## Sukcesy
| Rok  | Zawody             | Miasto | Miejsce | Konkurencja | Punktacja |
| ---- | ------------------ | ------ | ------- | ----------- | --------- |
| 2009 | Mistrzostwa świata | Londyn | 1       | Skok        | 15.087    |